# Caduta di Trebisonda
La caduta di Trebisonda fu l'assedio che si concluse il 15 agosto 1461 e che decretò la caduta della città di Trebisonda, capitale dell'impero omonimo, a vantaggio degli ottomani guidati dal sultano Maometto II. L'assalto rappresentò il culmine di una lunga campagna militare condotta dagli osmanici, in quanto coinvolse un grande esercito e una flotta che agirono in maniera diversificata per portare a termine l'operazione militare. I difensori di Trebisonda avevano fatto affidamento su una rete di alleanze che gli poteva fornire supporto militare e manodopera quando gli ottomani iniziarono l'assedio, ma la mancanza di un'efficace strategia diplomatica dell'imperatore Davide II non permise alla città costiera di ricevere adeguati sostegni militari.
La campagna ottomana mirava inizialmente ad intimidire il sovrano di Sinope per arrendersi volontariamente senza combattere. I turchi si mossero per più di un mese attraverso disabitate montagne selvagge, vincendo diverse battaglie minori e trovandosi infine alle porte di Trebisonda. La tattica messa in atto dal sultano per espugnare l'insediamento passò per l'isolamento della città fortificata sia via terra che via mare, circostanza che costrinse l'imperatore Davide II ad accettare la resa della capitale alle sue condizioni. Quando ciò avvenne, in cambio del suo piccolo regno, si statuì che Davide avrebbe potuto beneficiare di una serie di latifondi concessi in altre aree dell'impero ottomano, dove Davide II, la sua famiglia e i suoi cortigiani avrebbero potuto vivere liberamente. Il sovrano decise di accettare e arrendersi spontaneamente perché riteneva di non essere in grado di fronteggiare un assalto di vaste proporzioni.
Dopo che gli ultimi membri della dinastia dei Paleologi erano fuggiti dal Despotato della Morea l'anno precedente alla volta dell'Italia, Trebisonda rimaneva l'ultimo avamposto attivo della civiltà bizantina e la sua caduta determinò la fine dei romei.

## Contesto storico
Le fonti del XV secolo differiscono nella loro spiegazione delle reali motivazioni dell'attacco di Trebisonda operato da Maometto II. William Miller, storico britannico, riprende Michele Critoboulos affermando che «la riluttanza dell'imperatore Davide di Trebisonda a pagare tributi [per mantenere la pace nella sua regione] e le relazioni matrimoniali con Uzun Hasan e la corte georgiana spinsero il sultano ad invadere l'impero». Un'altra autorevole fonte, lo studioso turco Halil İnalcık, cita un passaggio dello storico ottomano del XV secolo Ibn Kemal, che scrisse:
Entro il 1450, l'impero ottomano occupò o stabilì l'egemonia su gran parte dei territori che l'Impero bizantino deteneva prima che la Quarta crociata saccheggiasse Costantinopoli nel 1204 in Asia Minore e Anatolia. Le campagne espansionistiche avviate da Maometto II gli valsero nella storiografia il titolo di "Conquistatore". Il quadro politico della regione stava repentinamente cambiando: Enos cadde dopo una serie di operazioni belliche lampo nell'inverno del 1456; dopo aver mostrato insolita pazienza con i figli di Costantino XI che governavano la Morea, impegnati in lotte di potere interne, i turchi alla fine conquistarono Mistra il 29 maggio 1460; Amasra fu espugnata dai genovesi nello stesso periodo. Ad eccezione di diverse isole del Mar Egeo sotto il dominio di vari signori latini, Trebisonda era l'unico parte rimasta dell'antico impero romano d'Oriente ancora indipendente.
L'imperatore Giovanni IV era a conoscenza della minaccia che Maometto II rappresentava per lui già da qualche tempo e che occorresse rafforzare le alleanze già esistenti, tanto che nel 1451 il diplomatico bizantino Giorgio Sfranze arrivò a Trebisonda in cerca di una sposa per il suo sovrano, Costantino XI. Giovanni aveva felicemente riferito al diplomatico in visita la notizia della morte di Murad II e che la giovane età del nuovo sultano significava che Trebisonda poteva forse ora durare più a lungo e ricostituirsi. Sfrante, tuttavia, spiegò a Giovanni IV che la giovinezza del regnante e l'apparente stato di quiete degli ottomani fosse solo una situazione temporanea e che incombeva una minaccia sia sul Bosforo che su Trebisonda.

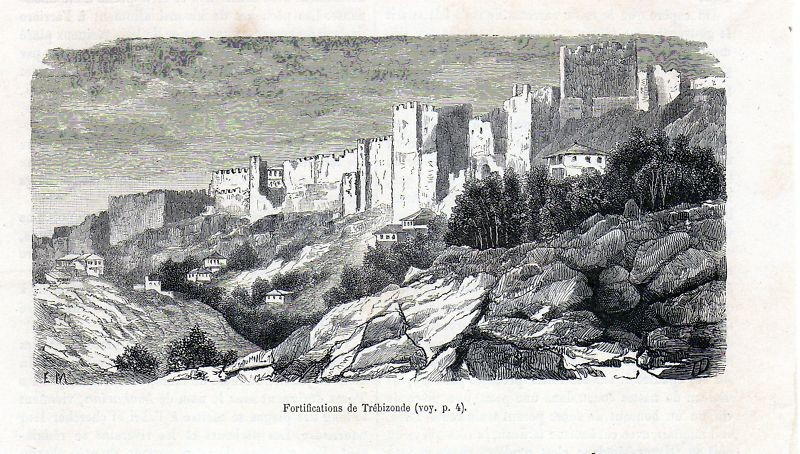
Le mura di Trebisonda in una ricostruzione storica del 1875

Trebisonda poteva fare affidamento sulle sue imperiose fortificazioni per difendersi. Oltre alla cinta muraria, lungo le mura orientali e occidentali due profondi fossati rendevano più forti le difese, sebbene alcune zone della città giacessero al di fuori di esse, come il Meydan, uno dei quartieri più frequentati dell'attuale città turca, e i quartieri abitati da genovesi e veneziani. Tali mura avevano resistito a molti assedi precedenti: per esempio, nel 1223, quando il complesso difensivo non era estesa come nella metà del XV secolo, i difensori avevano sconfitto un esercito selgiuchide. Non più di qualche decennio prima dell'arrivo dei turchi alle porte di Trebisonda, Sheykh Junayd aveva tentato di cingere d'assalto la città ma, nonostante i pochi soldati disponibili per la difesa, l'imperatore Giovanni IV era stato in grado di preservare la roccaforte.
Gli storici moderni hanno ricostruito la fitta serie di alleanze poste in essere da Giovanni con gli emiri di Sinope, Karaman e i re cristiani della Georgia. Si ritiene che suo fratello e successore Davide II Comneno commissionò Michele Alighieri, un mercante fiorentino e discendente di Dante che commerciava spesso in Turchia (assieme forse a Lodovico da Bologna) di recarsi in Europa occidentale nel 1460 alla ricerca di sostenitori. L'alleato più potente e affidabile degli imperatori di Trebisonda appariva il sovrano degli Aq Qoyunlu (o Turcomanni della Pecora Bianca), Uzun Hasan. Nipote di una principessa della dinastia dei Comneni, Hasan aveva trasformato l'Aq Qoyunlu nella tribù più potente tra i turkmeni, sconfiggendo i loro rivali, le Pecore Nere. Egli aveva sentito parlare della bellezza della figlia dell'imperatore Giovanni, Teodora Comnena, nota anche come Despina Khatun, e si fece avanti chiedendo la mano della donna, offrendo in cambio protezione a Trebisonda con i suoi uomini, i suoi soldi e i suoi comandanti.
Nel 1456, le truppe ottomane guidate da Hizir Pascià sferrarono un attacco a sorpresa. Secondo lo storico bizantino Laonico Calcondila, Hizir fece irruzione nelle campagne, penetrando persino nel mercato cittadino e catturando complessivamente circa 2000 persone. La città si era spopolata a causa della peste e stava vivendo un periodo difficile; Giovanni IV accettò di pagare un tributo annuale di 2000 pezzi d'oro a Hizir in cambio dei prigionieri catturati. Giovanni inviò suo fratello Davide a ratificare il trattato con Maometto II in persona nel 1458, ma il sultano elevò la cifra a 3000 pezzi d'oro.
Un tributo di 3000 pezzi d'oro ogni anno dovette rappresentare un peso troppo significativo per le casse dell'erario, tanto da spingere Giovanni e Davide a chiedere ad Uzun Hasan di pagarlo in cambio della fedeltà di Trebisonda che a quest'ultimo da allora sarebbe stata riconosciuta. Hasan acconsentì e inviò degli araldi a Maometto II. Tuttavia, questi inviati non chiesero solo che il tributo venisse trasferito all'Aq Qoyunlu, avendo infatti altresì chiesto agli ottomani di saldare un debito che, secondo Hasan, era stato contratto dal nonno di Maometto nei confronti dei turcomanni e che non era stato ancora saldato. Le fonti non concordano esattamente sulla risposta di Maometto II, ma le due versioni principali della vicenda parlano però di una risposta piccata del sultano. In una di queste cronache, si riferisce che replicò agli inviati «che non ci sarebbe voluto molto prima che avessero imparato cosa dovevano aspettarsi da lui». Nell'altra, la sibillina risposta di Maometto II fu: «Vai in pace; l'anno prossimo mi ricorderò di queste cose e salderò il debito».

## Avanzata ottomana

### Pianificazione

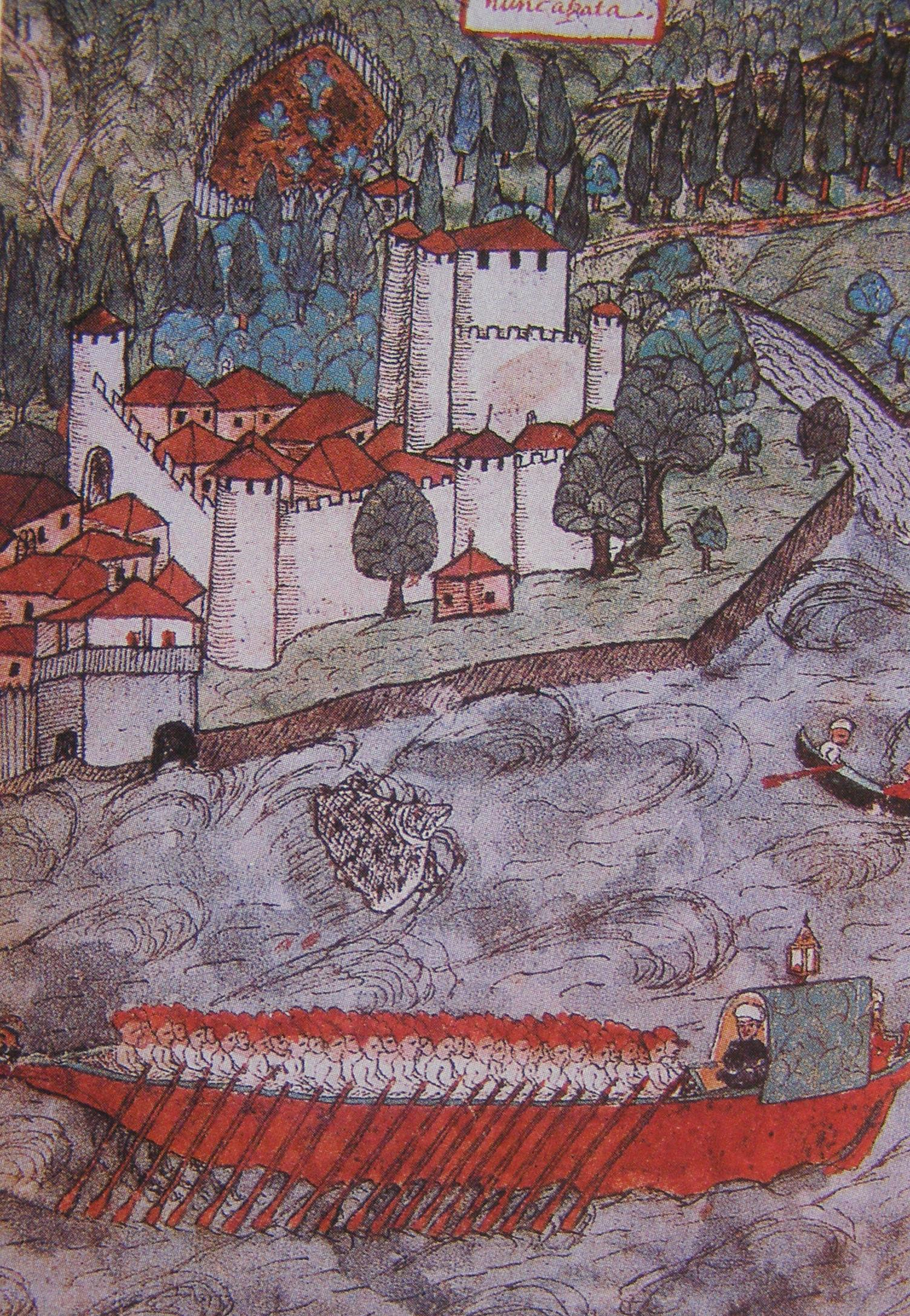
Galera ottomana, XVII secolo circa

Nella primavera del 1461, Maometto II allestì una flotta composta da 200 galere e dieci navi da guerra. Allo stesso tempo, attraversò lo stretto dei Dardanelli giungendo a Bursa e riunendo le truppe già stanziatesi in Europa con quelle giunte dall'Asia; si stima che la forza combinata consistesse in 80000 unità di fanteria e 60000 di cavalleria. Secondo lo storico bizantino Ducas, mentre il sultano allestiva i preparativi suscitò un tale timore che gli abitanti di luoghi lontani come Lykostomion (Chilia Veche) alla foce del Danubio, Caffa in Crimea, Trebisonda e Sinope, oltre alle isole del Mar Egeo a sud tra cui Chio, Lesbo e Rodi temevano tutti di essere i prossimi ad essere attaccati dai turchi. Pare che una simile strategia del terrore appagò il sultano, tanto che rispose accigliato a un confidente che gli chiedeva confuso quale obiettivo egli perseguisse effettivamente con un simile spiegamento di forze: «Stai certo che se dovessi scoprire che anche solo un pelo della mia barba risulta a conoscenza di quest'informazione, me lo strapperei e lo brucerei».

### Assalto a Sinope
Al comando del suo esercito, il sultano ottomano condusse le sue truppe di terra verso Ankara, fermandosi sulla strada per visitare le tombe di suo padre e dei suoi antenati. Dopodiché, scrisse al sovrano di Sinope, Kemâleddin Ismâil Bey, al fine di ricevere suo figlio Hasan ad Ankara per comunicargli un messaggio. Il giovane era in realtà già lì quando Maometto II raggiunse la città e fu ricevuto con grande cortesia. Quest'ultimo si fece subito riconoscere per la sua schiettezza: secondo Doukas, informò Hasan affermando: «Riferisci a tuo padre che voglio Sinope e, qualora si arrendesse di propria volontà, lo ricompenserò con gioia assegnandogli la provincia di Filippopoli. Tuttavia, se rifiuterà, gli farò presto visita». Nonostante le ampie fortificazioni della città e i suoi 400 cannoni presidiati da 2000 artiglieri, Ismail Bey decise di cedere alle richieste, stabilendosi dunque nelle terre che Maometto gli assegnò in Tracia, dove redasse uno scritto sulle prescrizioni rituali islamiche chiamato Huulviyat-i Sultan e morendo poi nel 1479.
Il sultano aveva molte ragioni per impadronirsi di Sinope, soprattutto logistiche ed economiche, essendo situata in una posizione favorevole e vantava buoni porti. Inoltre, si trovava non troppo distante dal suo obiettivo finale, la città di Trebisonda. Critoboulos afferma che uno dei motivi principali per cui Maometto la acquisì fu dovuto al fatto di essere consapevole che Hasan Uzun la avrebbe potuta volere per sé: l'indagine del sultano avvenne sulla base «delle molte voci che gli giungevano e che lo resero più che mai determinato ad acquisirla».

### Marcia in Anatolia
Lasciando Sinope in gestione al suo ammiraglio Kasım Pascià, Maometto si concentrò sulla necessità di condurre i suoi eserciti nell'entroterra turco. Konstantin Mihailović, un soldato serbo che prestò servizio nell'esercito ottomano in questa campagna e che raccontò della sua esperienza decenni dopo non ricordò nei suoi testi nessun punto di riferimento situato tra Sinope e Trebisonda, pur avendo invece ancora bene in mente i travagli del viaggio:

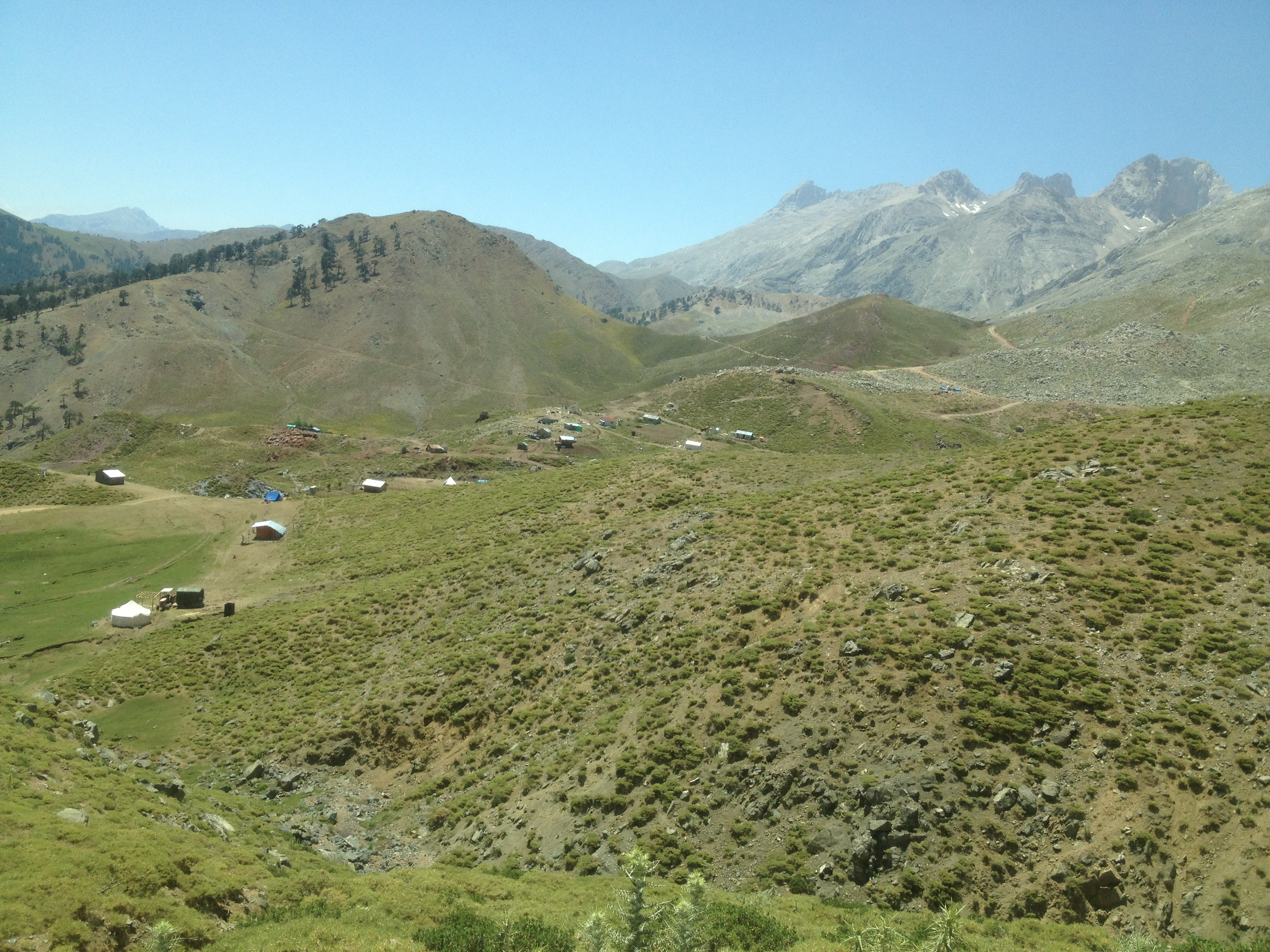
Il brullo paesaggio dei Monti del Tauro, la catena montuosa attraversata da Maometto II e dal suo esercito

Il percorso intrapreso dall'esercito ottomano non è noto. Critoboulos afferma che Maometto attraversò i Monti del Tauro, divenendo il quarto generale della storia ad averle attraversate (prima di lui Alessandro Magno, Pompeo e Tamerlano). Doukas asserisce che Maometto guidò i suoi uomini attraverso l'Armenia e il fiume Fasi, salendo quindi sulle vette del Caucaso prima di raggiungere Trebisonda. Questo percorso non assume molto senso se si esamina una carta geografica, poiché sia il Fasi che il Caucaso erano ben lontani a est della destinazione prefissata. Attenendosi a quanto riporta Mihailović, l'esercito marciò in Georgia, ragion per cui è plausibile, secondo alcuni, che Maometto cercò di intimidire i sovrani locali per farli desistere dall'ipotesi di affiancare il loro alleato costiero. In alternativa, se si vuole seguire una più semplice e realistica interpretazione, gli ottomani si erano smarriti.
Dopo diciotto giorni di marcia, uno dei soldati comuni attentò alla vita del gran visir Mahmud Pascià Angelović, riuscendo però solo a ferirlo lievemente. Esistono due versioni di questo episodio, una fornita da Critoboulos e l'altra, ovviamente vista da una diversa prospettiva, di Konstantin Mihailović. Il bizantino afferma che si trattò di un gesto folle compiuto immotivatamente, forse dovuto alla frustrazione, tanto che prima del momento in cui l'assassino avrebbe potuto essere interrogato, tanto che «nemmeno fu interrogato prima di essere brutalmente ucciso». Mihailović, invece, afferma che l'assassino stava agendo sotto gli ordini di Uzun Hasan e descrive come l'uomo fosse stato torturato per una settimana prima di essere giustiziato; dopodiché, il suo corpo fu lasciato «accanto alla strada per i cani o i lupi affamati». Entrambi i resoconti concordano sulle sopraccitate ferite inflitte, anche se Critoboulos aggiunge che il sultano Maometto II inviò il suo medico personale, Yakub, a curare le ferite di Mahmud Pascià.
L'esercito continuò a camminare per altri 17 giorni. Una volta essersi lasciato alle spalle Sivas ed essere giunto nelle terre dell'Aq Qoyunlu, il sultano inviò in avanscoperta Sarabdar Hasan Bey, governatore della regione di Amasya e Sivas, affinché conquistasse una fortezza di confine e devastasse le terre circostanti depredando quanto avesse trovato. Dopo aver continuato la sua marcia, il sultano incontrò la madre di Uzun Hasan, Sara Khatun, giunta per negoziare un trattato di pace tra il sultano e suo figlio. Maometto accettò di stipulare una pace con Uzun Hasan, ma non di estendere il patto di non aggressione a Trebisonda.

### Kasim Pascià e l'attacco a Trebisonda
Mentre le truppe di terra viaggiavano su un percorso impervio e impegnativo, la flotta sotto l'ammiraglio Kasim Pascià e assistita da un esperto navigatore di nome Yakub aveva lasciato Sinope ed era giunta in prossimità di Trebisonda. Come era prassi comune nelle battaglie dell'epoca, gli uomini a bordo delle imbarcazioni erano sbarcati ben armati e avevano cominciato a circondare la città.
Secondo Calcondila, i marinai diedero innanzitutto fuoco ai sobborghi prima di assediare il centro abitato principale. Doukas riporta che, nonostante gli assalti quotidiani e ripetuti, «non era stato fatto alcun passo avanti» per infrangere le mura. Gli uomini della flotta di Kasim Pascià assediarono la cinta di Trebisonda per 32 giorni: all'alba del trentatreesimo, le prime unità dell'esercito del sultano sotto il suo Gran Visir Mahmud Pascià Angelovic attraversarono il passo dei Monti Zigana e presero posizione a Skylolimne.

## Offensiva

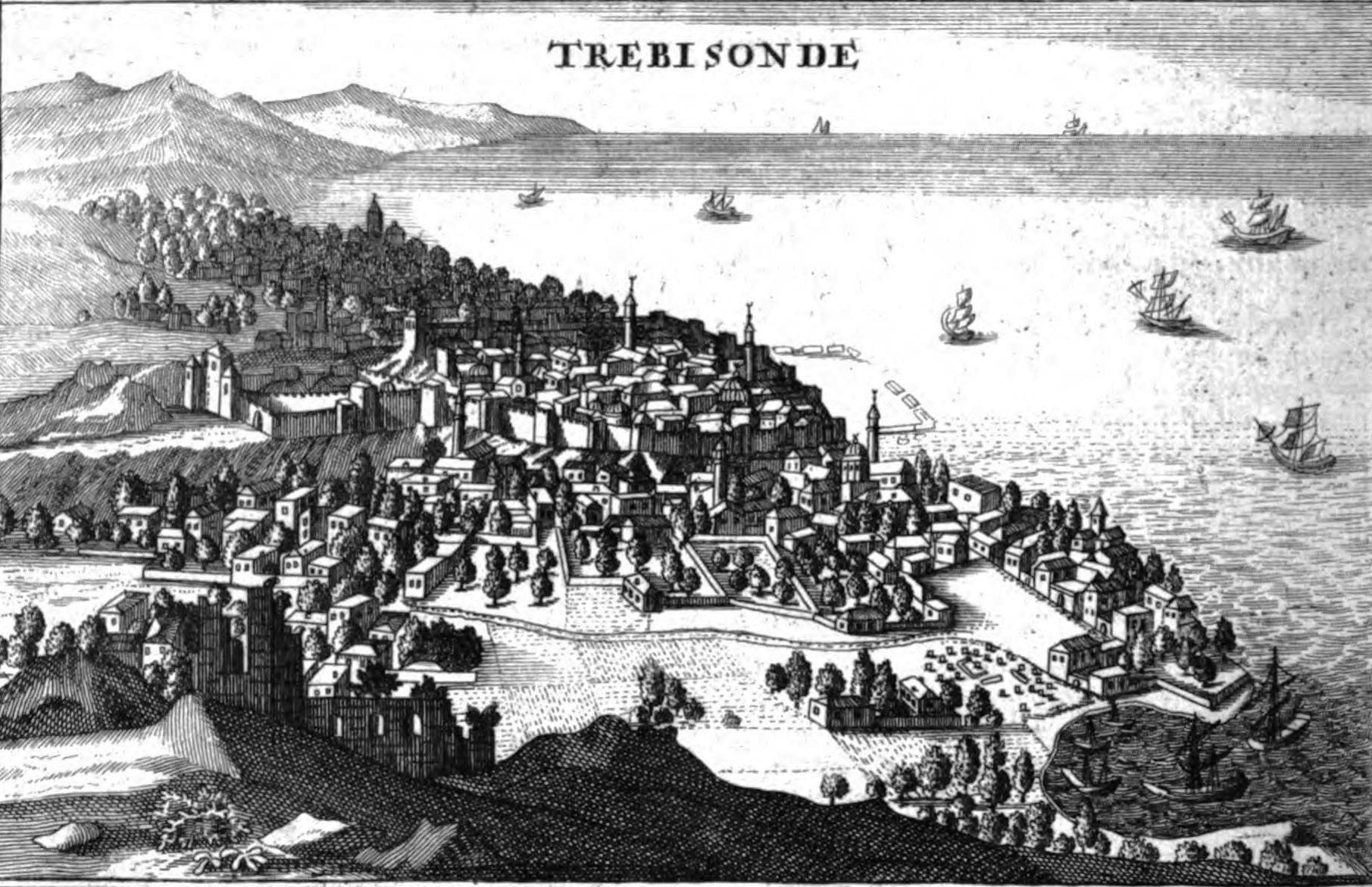
Trebisonda e il Mar Nero alla sua destra

Proprio come per Costantino XI nel 1453, anche all'imperatore Davide fu offerta l'opportunità di arrendersi prima che l'assalto ottomano iniziasse. Si trattava di scegliere se issare bandiera bianca nella sua città per salvare la vita e la ricchezza degli abitanti, ricevendo a titolo di premio dei possedimenti altrove in territorio ottomano, o di accettare un destino di sofferenza, in quanto i combattimenti sarebbero terminati solo alla caduta di Trebisonda con tutti i danni economici e sociali che ne sarebbero derivati. I dettagli su come fu consegnata questa proposta variano a seconda delle fonti. Secondo Ducas, il sultano «propose l'ultimatum all'imperatore» esattamente nella maniera sopra esposta, ovvero ponendo il suo rivale semplicemente di fronte a un aut aut. La discussione riguarda le modalità di consegna del messaggio, se di persona o tramite dei delegati. Mentre Doukas omette molti dettagli su come è stata negoziata la resa, sia Calcondila sia Critoboulos affermano che il gran visir, Mahmud Pascià Angelovic, iniziò ad avviare le operazioni di negoziazione il giorno prima che giungesse il sultano. Ciò in cui variano le versioni dei due autori appena citati riguarda il ruolo che assunse in questa missione Giorgio Amiroutzes, protovestiario di Trebisonda. Calcondila afferma che Mahmud Pascià negoziò con Davide e a far da tramite fu Giorgio Amiroutzes, indicato come cugino del nobile ottomano. Critoboulos omette ogni menzione ad Amiroutzes in questi negoziati, affermando che Mahmud Pascià spedì come messaggero Tommaso Cataboleno, descritto come un abile diplomatico agli ordini del sultano e noto come Yunus Bey in fonti musulmane.
Gli storici moderni considerano la prima versione quella più verosimile, immaginando un incertissimo Davide nel ponderare tra le due scelte. Le mura di Trebisonda erano massicce e ben costruite da un punto di vista ingegneristico; inoltre, il bizantino immaginava che il suo parente Hasan Uzun potesse giungere da un momento all'altro per alleggerire il peso dell'assedio, forse assieme al suo altro alleato, il re di Georgia. A consigliarlo vi era Giorgio Amiroutzes, presumibilmente persuaso da suo cugino a consegnare la città, il quale gli suggeriva che la resa sarebbe stata la strada prudente e gli ricordò cosa accadde a Costantinopoli a seguito del rifiuto di Costantino XI. Rimanendo nel campo di una situazione storiograficamente incerta, si può immaginare che Amiroutzes informò Davide sul patto che Sara Khatun aveva stretto con il sultano, instillando in lui la certezza che nessun rinforzo sarebbe giunto.
Alla fine, l'imperatore Davide Comneno scelse di arrendersi e consegnare la sua città e il suo impero, confidando nella misericordia del capo osmanico. Un ulteriore aspetto ignoto riguarda le modalità di comunicazione della resa, in quanto le fonti presentano dettagli non omogenei. Secondo Calcondila, fu inviato un messaggio a Mahmud Pascià: il sovrano si sarebbe arreso se avesse ricevuto possedimenti di egual valore e se Maometto II avesse sposato sua figlia. Giunto nel frattempo tutto il resto delle forze turche nei pressi di Trebisonda, Mahmud Pascià riferì gli sviluppi. La notizia che la moglie di Davide era fuggita in Georgia fece arrabbiare il sultano, che d'istinto comunicò ai suoi uomini di tenersi pronti ad assaltare la città e a schiavizzare tutti gli abitanti. Tuttavia, dopo qualche consultazione con il gran visir, Maometto II accettò di far fede ai termini offerti.
Critoboulos descrive la scena accaduta alle porte di Trebisonda in modo certosino. Tommaso Cataboleno fu inviato davanti alle porte di Trebisonda per ripetere le condizioni di resa offerte il giorno prima. Il popolo di Trebisonda «preparò molti splendidi doni» e un gruppo selezionato «dei migliori uomini guerrieri» uscì dalle porte della città. Dopo esser giunti a patti, «essi giurarono obbedienza al sultano, dichiarando che sia la città sia loro stessi si erano arresi al turco». Dopo questi convenevoli, l'imperatore Davide lasciò la città con i suoi figli e cortigiani, rendendo prima omaggio al sultano: quest'ultimo «lo accolse con cortesia e gentilezza, gli strinse la mano e gli concesse gli onori che si addicevano all'occasione». In seguito «diede a lui [a Davide] e ai suoi figli molti tipi di doni, mostrandogli la sua tenda nell'accampamento».
Il 15 agosto 1461, il sultano Maometto II entrò a Trebisonda, comportando la caduta dell'ultima capitale dei romei. Curiosamente, 200 anni prima vi era stata la riconquista di Costantinopoli da parte di Michele VIII Paleologo nell'impero latino. Maometto fece un'ispezione dettagliata della città, delle sue difese e dei suoi abitanti. Secondo lo storico Miller, che riprende Critoboulos: «Egli [il sultano] salì alla cittadella e al palazzo, vedendo e ammirando la sicurezza della prima e degli edifici annessi e lo splendore del secondo. Al termine dell'ispezione, giudicò degna di ogni lode la città». Maometto II convertì la cattedrale Panagia Chrysokephalos al centro della città nella Moschea di Fatih, mentre nella chiesa di Sant'Eugenio il comandante turco recitò la sua prima preghiera, assegnando di lì a poco all'edificio il suo nome successivo, Yeni Cuma ("Nuovo venerdì").
Miller ha raccolto inoltre due racconti popolari turchi sulla caduta di Trebisonda. Si racconta di come i cittadini, aspettandosi che un esercito fosse giunto in loro soccorso e avrebbe costretto il sultano a ritirarsi prima dell'alba, avessero accettato di arrendersi ai turchi al canto del gallo. Tuttavia, in quell'occasione i galli cantarono prima del solito orario e dunque nelle ultime ore della notte; fu per questo che gli abitanti di Trebisonda furono costretti a mantenere la promessa fatta ai turchi. L'altra leggenda descrive una ragazza, vestita di nero, che si era nascosta nella torre del palazzo e che, quando tutto sembrava ormai perduto, decise di gettarsi dall'alto morendo; per questo motivo quella torre fu chiamata Kara kızın sarayı ("Il palazzo della ragazza nera").

## Conseguenze

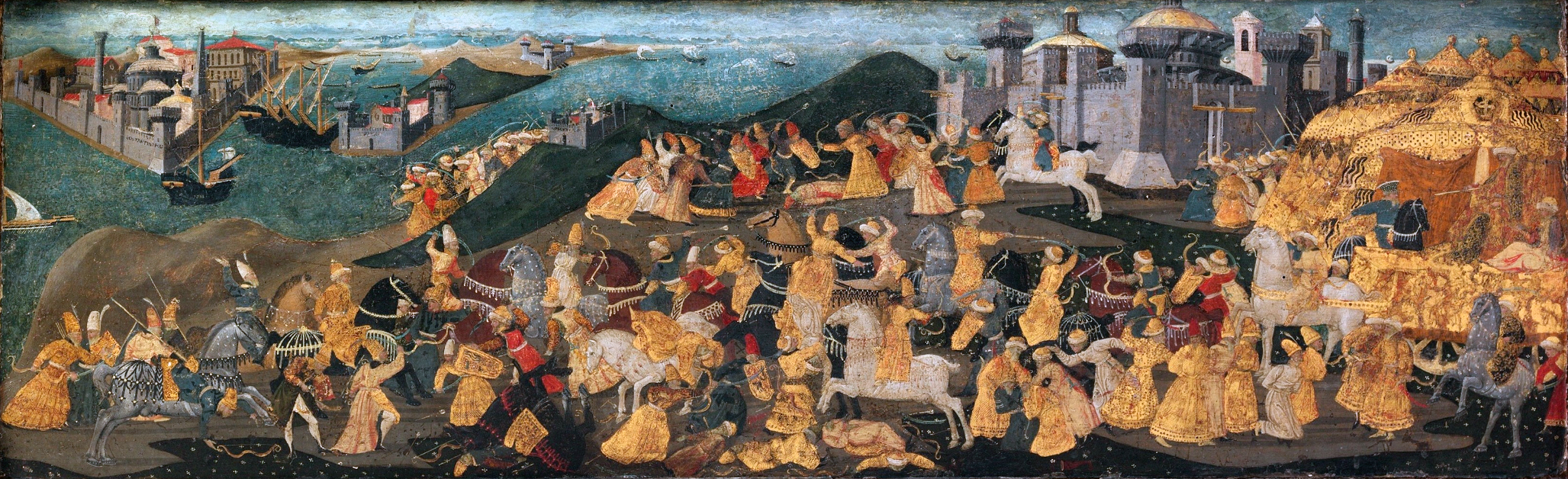
Cassone che rappresenta la "Conquista di Trebisonda" realizzato da Apollonio di Giovanni, sito al Metropolitan Museum of Art di New York, dipinto poco dopo la caduta della città

Dopo aver preso possesso della città, il sultano Maometto II pose i suoi giannizzeri a guardia del castello imperiale di Trebisonda; Critobulos afferma che il presidio era formata da 400 uomini. L'imperatore Davide, la sua famiglia e i suoi parenti, i suoi funzionari e le loro famiglie con tutta la loro ricchezza furono scortati sulle triremi del sultano. Approdando alla fine del viaggio a Istanbul, Davide e tutti e 3 i suoi figli furono giustiziati a meno di un biennio di distanza dalla caduta di Trebisonda e sua figlia sposò poi il gran visir Zagan Pascià. Al resto degli abitanti di Trebisonda fu riservato un trattamento più duro. Stando a quanto riferito da Calcondila, malgrado non vi sia certezza sulla paternità di tale passaggio, furono divisi in tre gruppi: uno costretto a lasciare Trebisonda e reinsediarsi a Istanbul; un secondo fu fatto schiavo o entrò a far parte dei dignitari ottomani; l'ultimo insieme di persone rimase nelle campagne intorno alla città caduta, ma non all'interno delle sue mura. Circa 800 bambini furono prelevati dalle loro famiglie per diventare giannizzeri, l'unità militare ottomana d'élite, e convertirsi dunque all'Islam.
Calcondila riferisce che Maometto II nominò Kasim Pascià come governatore di Trebisonda e fece accettare a Hezir la sottomissione dei villaggi intorno alla città e in Mesochaldia, patria del clan dei kabasiti. Sebbene sempre secondo Calcondila queste comunità accettarono rapidamente il dominio ottomano, lo storico inglese Anthony Bryer ha trovato prove che alcuni gruppi resistettero ai nuovi signori musulmani per una decina di anni.
Non si ha molta certezza su cosa avvenne una volta espugnato l'obiettivo. La storiografia tradizionale vuole che, dopo aver trascorso l'inverno nella città costiera, Maometto II la abbandonò nella primavera del 1462 e tornò via terra a Costantinopoli, rendendo da un punto di amministrativo Trebisonda e il circondario una provincia. Invece, a giudizio di Babinger, già alla fine dell'estate del 1461 il sultano sarebbe partito a bordo di una delle navi della flotta e avrebbe solcato il Mar Nero custodendo il bottino acquisito. Papa Pio II cercò di salvare Trebisonda, ma dopo la sua morte avvenuta nel 1464, nessun regno cristiano osò intraprendere una crociata contro gli ottomani.

### Fonti primarie
- (EN) Michele Critoboulos, The History of Mehmed the Conqueror, traduzione di Charles T. Riggs, Princeton University Press, 2019, ISBN 978-0-691-19818-7.
- (EN) Calcondila, The Histories, traduzione di Anthony Kaldellis, vol. 2, Cambridge, Dumbarton Oaks Medieval Library, 2014.
- (EN) Ducas, Decline and Fall of Byzantium to the Ottoman Turks, traduzione di Harry J. Magoulias, BoD, 1975, ISBN 978-07-83-73611-2.
- (EN) Konstantin Mihailović, Memoirs of a Janissary, traduzione di Benjamin A. Stolz, Markus Wiener Publishers, 2011, ISBN 978-15-58-76530-6.

### Fonti secondarie
- (EN) Franz Babinger, Mehmed the Conqueror and His Time, a cura di Walter B. Hickman, William C. Hickman, traduzione di Ralph Manheim, Princeton University Press, 1978, ISBN 978-06-91-01078-6.
- (EN) Donald M. Nicol, The Last Centuries of Byzantium, 1261-1453, Cambridge University Press, 1993, ISBN 978-05-21-43991-6.
- (EN) Antony Eastmond, Byzantium's Other Empire: Trebizond, traduzione di Egemen Demircioğlu, Yiğit Adam, ANAMED Koç University Research Center for Anatolian Civilizations, 2016, ISBN 978-60-59-38800-9.
- (EN) John Freely, The Grand Turk: Sultan Mehmet II - Conqueror of Constantinople and Master of an Empire, Harry N. Abrams, 2010, ISBN 978-15-90-20400-9.
- (EN) Halil İnalcık, Mehmed the Conqueror (1432-1481) and His Time, in Speculum, n. 35, 1960,  pp. 408-427.
- (EN) William Miller, Trebizond: The Last Greek Empire of the Byzantine Era, 1204-1461, Argonaut Publ., 1969.
- (EN) John Hutchins Rosser, Historical Dictionary of Byzantium, Scarecrow Press, 2012, ISBN 978-08-10-87567-8.